# مرد چنگکی (فیلم ۱۹۶۳)
«مرد چنگکی» (انگلیسی: The Hook (1963 film)) یک فیلم به کارگردانی جرج سیتون است که در سال ۱۹۶۳ منتشر شد. از بازیگران آن می‌توان به کرک داگلاس، نیک آدامز، و نحمیا پرسوف اشاره کرد.